# Симфонія № 3 (Лютославський)

Фрагмент симфонії, що ілюструє метод контрольованої алеаторики

Симфонія № 3 Вітольда Лютославського, написана на замовлення Чиказької філармонії. Перші ескізи майбутнього твору з'явились ще 1972 році, але композитор закінчив роботу аж у 1983 р. 11 років знадобилося для втілення принципово нової концепції фактури та пошуку стилю, авторської композиторської техніки (контрольованої алеаторики). Прем'єра відбулася 29 вересня 1983 року у виконанні Чиказького філармонічного оркестру під батутою Джорджа Шолті. Цікаво, що саме першовиконавцям (і замовникам) твору В. Лютославський присвятив третю симфонію.
Ця композиція здобула нагороду Комітету незалежної культури (Nagroda Artystyczna Komitetu Kultury Niezależnej) NSZZ «Solidarność» та премію Grawemeyer Award у 1985.

## Аналіз
У третій симфонії Лютославський відмовляється від класичного чотиричастинного симфонічного циклу. ІІІ симфонія — двочастинний твір, в якому основний зміст зосереджений саме у другій частині. Лютославський трактує першу частину як вступ, своєрідне приготування слухачів до сприйняття ідей, висловлених в другій частині симфонії. Цілісному сприйняттю циклу сприяє також наявність інтонаційного зерна: твір розпочинається та закінчується характерним звуком, що повторюється чотири рази (нагадує «тему долі» з 5 симфонії Бетховена). Композитор не втілював жодної програми, тому не варто шукати у музиці будь-якого позамузичного змісту. Однак часто критики[які?] знаходять в музиці рефлексії на діяльність руху Солідарність та «відгомін» Воєнного стану (був оголошений у 1981 році).
Перша частина складається з чотирьох епізодів. Композитор передає статичні образи, адже це лише передісторія, вступ. Кожний наступний епізод звучить повільніше, ніж попередній. Короткі мотиви, викладені дрібними тривалостями, поступово переходять у кантилену (останній епізод). Епізоди розділені «рефренами»: повільними діалогами кларнетів і фагота ліричного характеру. Основний мотив з чотирьох «мі» завершує кожен «рефрен» і всю першу частину. В першій частині вже основна ідея твору, однак композитор неначе «ховає» її між рядками, готуючи її проголошення у другій частині.
Друга частина має риси сонатного алегро. Вона динамічна й доволі імпульсивна. Це драматична розповідь. Композитор користується прийомами роботи з тематичним матеріалом, які характерні для розробкового розділу сонатного алегро, у всіх розділах другої частини. Динамізм розвитку забезпечує зіставлення двох тематичних груп: репетиції на «мі» та короткого фугато струнних і арф (перший тематичний блок) та фугато струнних (на піцикато). Завершується симфонія розгорненим епілогом струнних. Цю виразну кантилену часто трактують як третю частину твору. У епілозі є ремінісценції рефренів з першої частини, однак у коді ці мелодійні звороти звучать більш пристрасно. На завершення твору звучить лейтмотив у tutti всього оркестру.
Симфонія оркестрована для великого симфонічного оркестру, в якому потрійний склад дерев'яних духових; по 4 валторни, труби, тромбони і туба; він також включає велику секцію ударних, розраховану на 4 виконавців; челесту, 2 арфи, фортепіано в 4 руки.
Для втілення творчого задуму мистець обрав техніку «контрольованої алеаторики» (особливий вид алеаторики, при якому окремим виконавцям оркестру доручається виконувати задані фрази у довільному темпі, незалежно один від одного, при цьому початки таких фраз та їх закінчення координуються диригентом). Ці фрагменти поєднуються з розділами «ad battuta», в яких звучання оркестру ритмічно впорядковується «лейттемою симфонії» (послідовність з чотирьох мі у tutti оркестру, або як її називають «кулак долі»). Деякі[які?] музиканти вбачають у подібній музичній тканині пряму паралель із дійсністю: шалений тиск тоталітарного режиму на особистість (розділи «ad battuta») та протест індивіуму проти системи («вільні» розділи)[джерело?].
В. Лютославський, як зазначалось вище, не підтверджував факту свідомого вибору будь-якої програми, але до спроб пов'язати його музику з конкретними подіями не мав негативного ставлення. «Якщо ми погодимося, що музика може означати нічого поза музично, то її зміст все одно залишиться неоднозначним. Але людина має одну душу і все, що відчуває в житті повинне мати певний вплив, і тому світ звуків, незважаючи на його самостійність, залежить від того психіки творця. Тому, якщо частина симфонії тримає слухача в напрузі, то це, звичайно, не випадково. Якщо мені мені вдалося висловити щось не тільки особисте, а й близьке слухачеві, то для мене це, направду велика честь»[джерело?]

## Записи
| Оркестр                                  | Диригент           | Студія звукозапису | Рік запису |
| ---------------------------------------- | ------------------ | ------------------ | ---------- |
| Los Angeles Philharmonic Orchestra       | Esa-Pekka Salonen  | Sony Classical     | 1985       |
| Polish National Radio Symphony Orchestra | Witold Lutosławski | CD Accord          | 1992       |
| Polish National Radio Symphony Orchestra | Antoni Wit         | Naxos Records      | 1995       |
| Berlin Philharmonic Orchestra            | Witold Lutosławski | Philips Records    | 1985       |
| Chicago Symphony Orchestra               | Daniel Barenboim   | Erato Records      | 1992       |
| BBC National Orchestra of Wales          | Tadaaki Otaka      | BIS Records        | 1995       |
| Silesian Philharmonic Symphony Orchestra | Miroslaw Blaszczyk | Dux                | 2005       |